# Sprachebene
Sprachebenen sind Varietäten einer Sprache, welche sich durch einen bevorzugten Wortschatz, durch bevorzugte grammatische Konstruktionen und durch Abwandlung der Grammatik von der Standardsprache unterscheiden. Im Gegensatz zu den Dialekten sind die Sprachebenen nicht durch Regionen festgelegt, und jeder Sprecher einer Sprache versteht alle Sprachebenen seiner Sprache (oder seines Dialektes) in einem gewissen Maße.
Mit dem Begriff Register bezeichnet man in der Linguistik eine für einen bestimmten Kommunikationsbereich charakteristische Rede- und Schreibweise. Im Register werden soziale Beziehungen sprachlich abgebildet. So benutzt ein Angestellter im Gespräch mit seinem Vorgesetzten eine andere Sprechweise als unter Freunden.
Nach John Rupert Firth u. a. bezeichnet der Begriff Register eine funktionsspezifische sprachliche Ausdrucksweise. Demnach verfügen Angehörige unterschiedlicher gesellschaftlicher Schichten über eine Reihe von sprachlichen Codes (in Phonetik, Prosodie, Lexik und Syntax), die in konkreten Sprechsituationen stilistisch eingesetzt werden können. Solche bewusst eingesetzten Stilebenen können in  Gegensatzpaaren (z. B. gesprochen – geschrieben, lässig – förmlich, grob – höflich) beschrieben werden.
Der Begriff ist abzugrenzen vom Jargon, der sich durch einen besonderen gruppen- und fachspezifischen Wortschatz auszeichnet, der für Außenstehende oft nicht verständlich ist.
Im weiteren Sinne wird die Sprachebene auch als Synonym zum Sprachstil verstanden. So fehlt im Duden – Das große Wörterbuch der deutschen Sprache ein Eintrag unter Register und auch unter Sprachebene oder Sprachniveau. Stattdessen gibt es einen Eintrag Sprachschicht, der auf den Eintrag Stilschicht verweist, welcher seinerseits auf den Eintrag Stilebene verweist. Schließlich wird man auf den Eintrag Stil verwiesen. Das Springen zwischen verschiedenen Sprachebenen innerhalb eines Textes könnte jedoch auch als Stilmittel eingesetzt werden (was wiederum ein eigener Sprachstil (als solches) wäre, der mehrere Sprachebenen enthalten würde).

## Funktion
Welche Sprachebene in welcher Situation verwendet wird, hängt von diversen äußeren Umständen ab, beispielsweise
- vom Verhältnis zwischen Sender und Empfänger: familiär, übergeordnet, untergeordnet;
- vom Bekanntheitsgrad zwischen Sender und Empfänger: fremd, bekannt, befreundet;
- von der Kommunikationsart: mündlich, schriftlich;
- von der Gesprächssituation: beruflich, unter Freunden;
- von der Stellung in der Gesellschaft: Adel, Arbeiter.